# São João Batista do Glória
São João Batista do Glória este un oraș în Minas Gerais (MG), Brazilia.